# Sakti

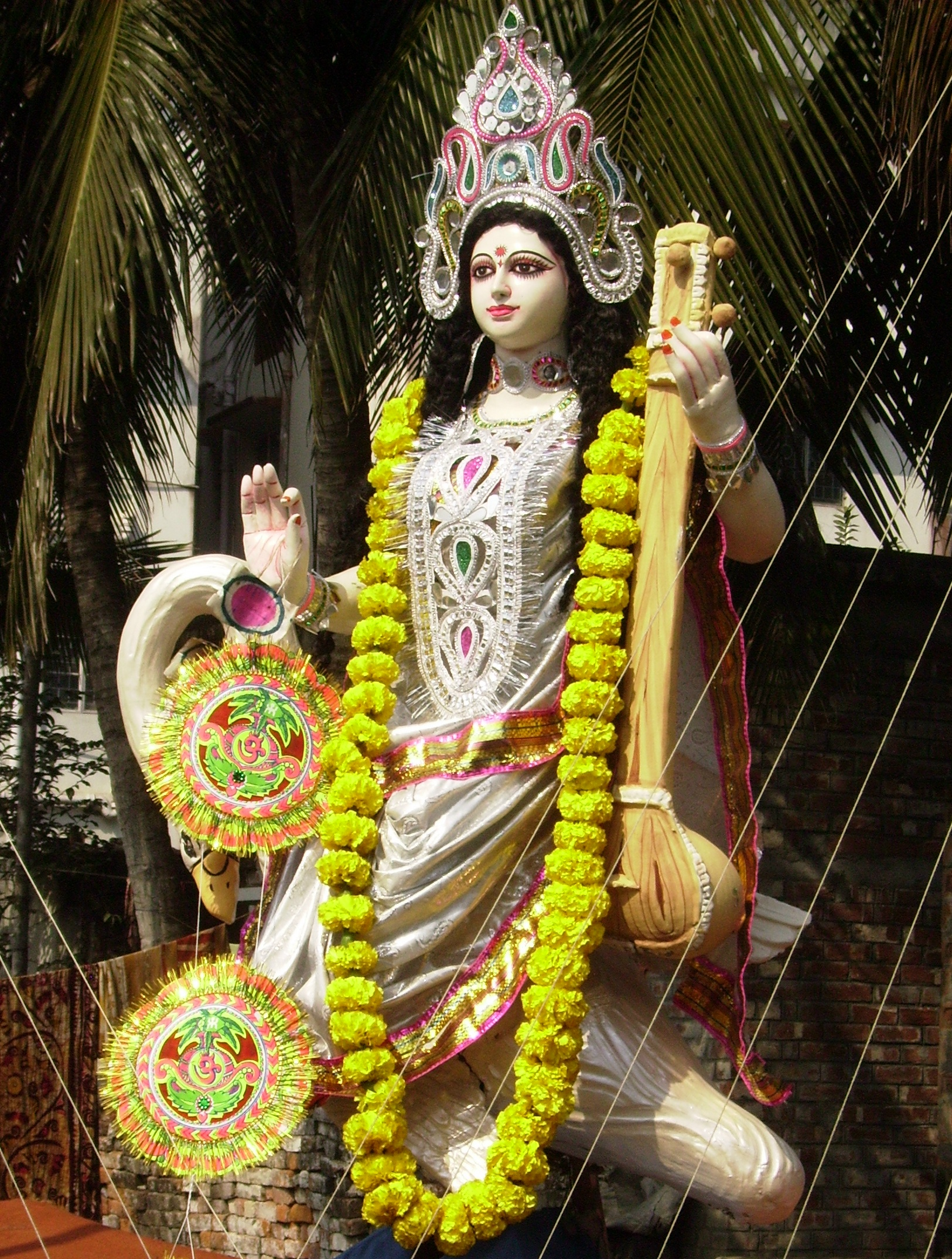
Szaraszvati

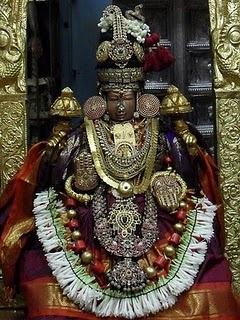
Laksmi-ábrázolás (Kancsi)

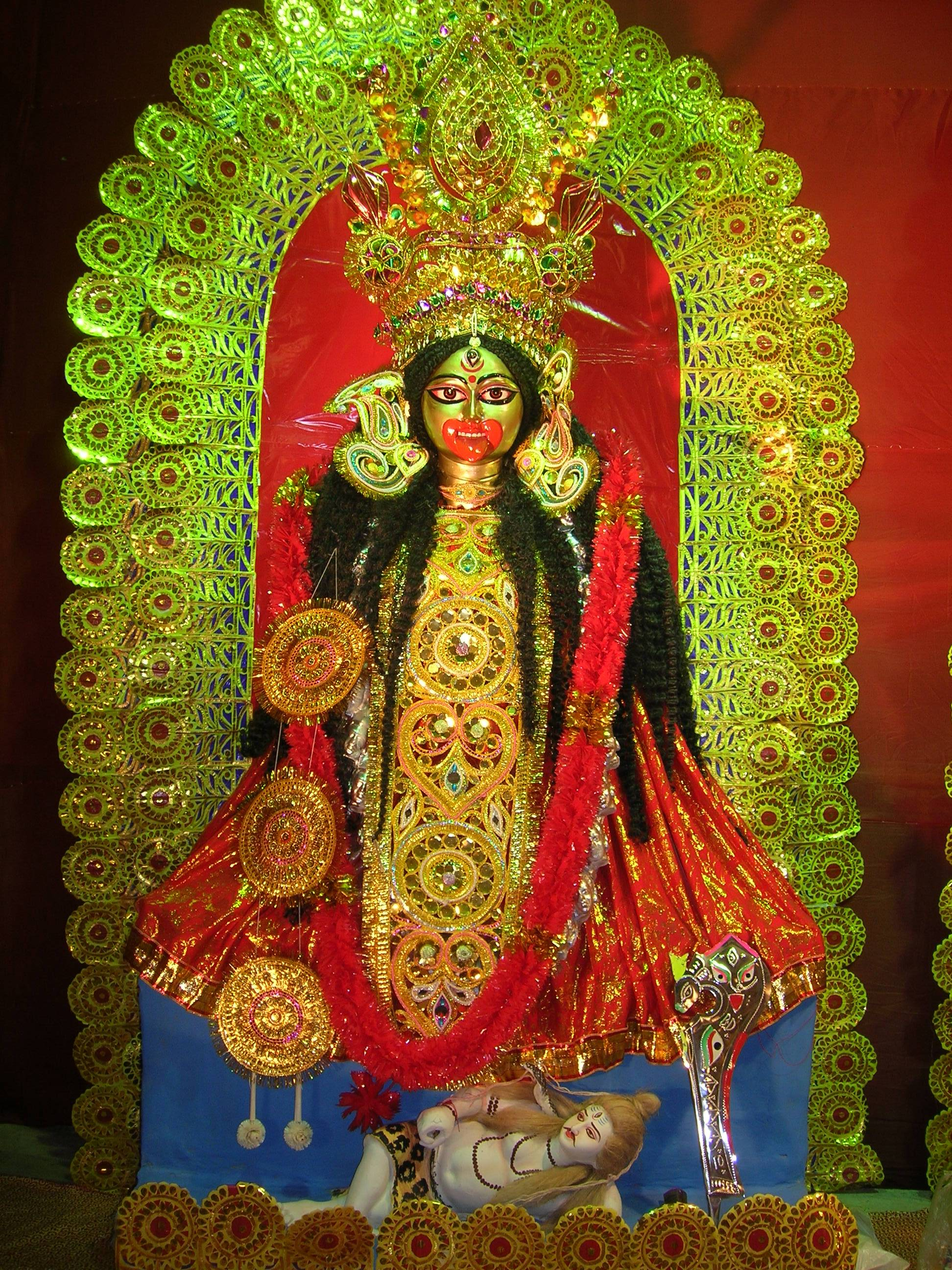
Tára ábrázolás a Káli-púdzsán (Behala, Kolkata)

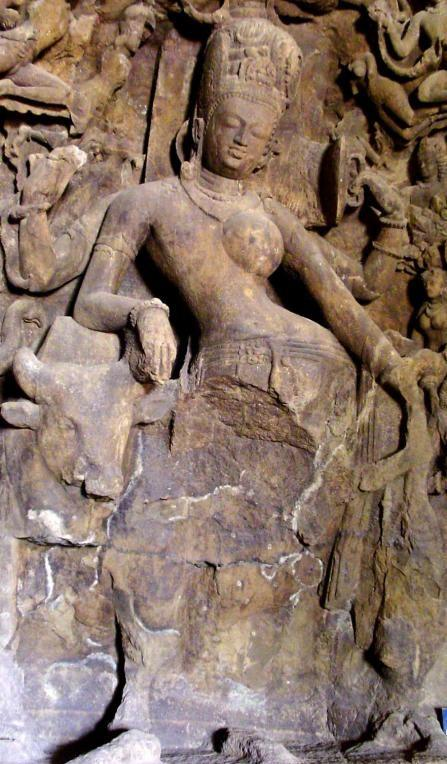
Siva és Sakti félig férfi, félig női formában (Elefanta-barlangok, 5. század, Mumbai)

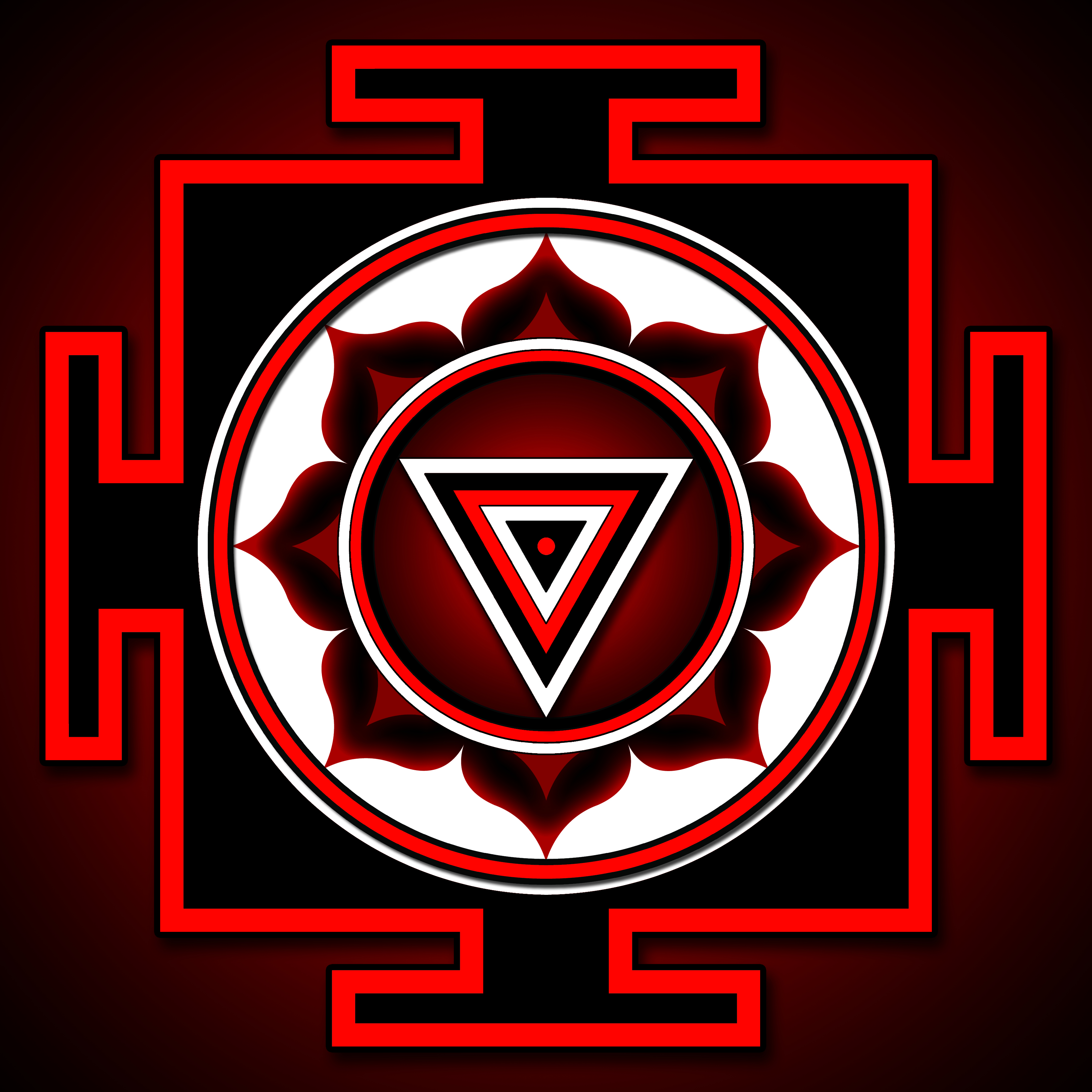
Káli-jantra

A sakti (Dévanágari: शक्ति) elsősorban a hinduizmusban megtalálható fogalom: az áramló energia, kreatív erő, a kozmikus energia, a Legfelsőbből kiáradó erő, amely mozgatja az univerzumot. Minden embernek veleszületett része a sakti, mint az őserő megnyilvánulása. Első megjelenési formája Mahádévi, az istennő.
A későbbi patriarchális társadalom kialakulása során a férfi és női erő különválik, a női erő mint a férfi isten párja/felesége jelenik meg. Brahma, a teremtő isten párja Szaraszvati, mivel a teremtésnek a tudomány és a művészet fontos része. Más megfogalmazásban: a tudomány és művészet ereje/saktija kell ahhoz, hogy a teremtést végre lehessen hajtani. A trimúrti másik két istenének is megvan a párja. Visnu, a megtartó párja Laksmi a szerencse és a gazdagság istennője. Siva párja Párvati, akinek több megjelenési formája is ismert, mint például Durga, Káli. Istennőhimnuszok már a legősibb védában, a Rigvédában is megtalálhatók. Ilyen himnusz a Vákszúkta: „Himnusz a beszédhez”
A sakti önálló imádata a patriarchális társadalom kialakulásának idejében is fennmaradt, bár csökkent jelentőséggel. Ma a saivizmus és a vaisnavizmus mellett a saktizmus a három legnépesebb irányzathoz tartozik a hinduizmusban. Az ehhez az irányzathoz tartozó híveket saktáknak nevezzük.
A hatha-jóga szempontjából a sakti az az erő, amely föltekeredett kígyó (kundalini) formájában alszik az emberi testben. Felébresztésével válik lehetővé a megvilágosodás.
A vadzsrajána buddhizmusban is megtalálható a sakti, pradnya néven, ahol bölcsességet jelent. A buddhák és jidamok női párjaként ismeretes.

## Elterjedése
A sakti imádata megtalálható Indiában, Srí Lankán, Nepálban, Bangladesben, Tibetben és Pakisztánban. Ezeken a helyeken templom-komplexumok is kifejlődtek, ilyenek Dzsváladzsi (Himácsal Prades), Tára Tárini (Berhampur, Orisza), Kátjájani (Csattarpur, Delhi), Kámákhja (Asszám), Naina Dévi (Himácsal Prades), Manasza Dévi (Csandígarh), illetve a Mahárástra templomok Tuldzsápur (Dzsagdamba), Kolhápur (Mahálaksmi), Szaptasrungi és Mahurgadh.
Sakti, mint istennő ősi formájában is ismert Dél-Indiában, különösen az alábbi államokban Karnátaka, Tamilnádu, Kerala és Ándhra Prades. A falvakban úgy vélik, hogy Sakti istennő a falu védelmezője, a gonosz embereket megbünteti, védelmet nyújt betegségekkel szemben, és jólétet biztosít a faluban. Őt ünneplik évente a népszerű színes Sakti Dzsatarasz ünnepen. Több megjelenési formája (inkarnációja) ismert. Sok templomot szenteltek Sakti különböző inkarnációinak, a legtöbb a dél-indiai falvakban van.

## Vaisnavizmus, Saivizmus
Az istennők tisztelete a Visnu hívő vaisnava és a Siva hívő saiva irányzatnak is szerves részét képezi. Visnu párja Laksmi, a gazdagság és jószerencse istennője, aki a világ megtartásához szükséges. Nemcsak az anyagi jólét elosztója, hanem a morális, etikai értékeké is. A karma törvényének megfelelően az anyagi gondtalanság csak akkor érkezik el, amikor az ember nem sóvárog utána, amikor a magasabb értékeket tekinti elsődlegesnek.
Siva, a pusztító része Párvati és megtestesülései, Durga vagy Káli. Párvati (más néven:Uma) az anyagi világ, a prakriti jelképe. A pusztítás csak ott jelenhet meg, ahol van mit elpusztítani. Párvati másik ismert neve Anna-Purni, a táplálék juttatója, aki az anyagi világ javainak elosztásáért felelős. Durga vagy Káli formájában harcias istennő, a legerősebb démonok legyőzője. A különböző istennők vagy dévik Mahádévinek a megjelenési formái. 
Egy népszerű legenda szerint egy túlbuzgó hívő úgy akarta kimutatni Siva iránti imádatát, hogy csak Sívát tiszteli meg, Párvatit nem. Erre Siva összeolvadt Párvatival, így kényszerítve ki a hívő imádatát Párvati iránt is.
A Siva-lingamot a templomokban gyakran együtt ábrázolják a jónival, mely első Siva teremtő ereje, utóbbi pedig az istennő kreatív női energiájának jelképe.

## Vadzsrajána buddhizmus
A Vadzsrajána buddhizmusban a buddhák és jidamok női párjaként jelennek meg a saktik (pradnya).
Az öt legfontosabb: Vairócsanához Vadzsradhátvísvarí, Akshóbjához Lócsána, Ratnaszambhavához Mámaki, Amitábhhoz Pándara, Amóghasziddhihez Tára.